# Dystaxia murrayi
Dystaxia murrayi är en skalbaggsart som beskrevs av Leconte 1866. Dystaxia murrayi ingår i släktet Dystaxia och familjen Schizopodidae. Inga underarter finns listade i Catalogue of Life.